# المزانعة (مناخة)
المزانعة هي إحدى قرى عزلة لهاب بمديرية مناخة التابعة لمحافظة صنعاء، بلغ تعداد سكانها 433 نسمة حسب تعداد اليمن لعام 2013.